# Chapada Gaúcha
Chapada Gaúcha este un oraș în unitatea federativă Minas Gerais (MG), Brazilia.